# Campeonato Mundial de Curling Femenino de 2024
El XLVI Campeonato Mundial de Curling Femenino se celebró en Sydney (Canadá) entre el 16 y el 24 de marzo de 2024 bajo la organización de la Federación Mundial de Curling (WCF) y la Federación Canadiense de Curling.
Las competiciones se realizaron en el Centre 200 de la ciudad canadiense.
Las jugadoras de Rusia fueron excluidas de este campeonato debido a la invasión rusa de Ucrania.

## Tabla de posiciones
| Pos | Equipo         | G  | P  | G–P |
| --- | -------------- | -- | -- | --- |
| 1   | Canadá         | 11 | 1  | –   |
| 2   | Suiza          | 10 | 2  | 2–0 |
| 3   | Italia         | 10 | 2  | 1–1 |
| 4   | Corea del Sur  | 10 | 2  | 0–2 |
| 5   | Suecia         | 7  | 5  | –   |
| 6   | Dinamarca      | 6  | 6  | 1–0 |
| 7   | Estados Unidos | 6  | 6  | 0–1 |
| 8   | Escocia        | 5  | 7  | –   |
| 9   | Noruega        | 4  | 8  | –   |
| 10  | Turquía        | 3  | 9  | 1–0 |
| 11  | Japón          | 3  | 9  | 0–1 |
| 12  | Estonia        | 2  | 10 | –   |
| 13  | Nueva Zelanda  | 1  | 11 | –   |

## Cuadro final
|  | Clasif. a semifinales | Clasif. a semifinales |               |   | Semifinales | Semifinales  |               |        | Final  | Final |  |
|  |                       |                       |               |   |             |              |               |        |        |       |  |
|  |                       |                       |               |   |             |              |               |        |        |       |  |
|  |                       |                       |               |   |             |              |               |        |        |       |  |
|  |                       |                       |               |   |             |              |               |        |        |       |  |
|  |                       |                       |               |   |             |              |               |        |        |       |  |
|  |                       | Canadá                | 9             |   |             |              |               |        |        |       |  |
|  |                       |                       | 9             |   |             |              |               |        |        |       |  |
|  |                       |                       | Corea del Sur | 7 |             |              |               |        |        |       |  |
|  | Corea del Sur         | 6                     | Corea del Sur | 7 |             |              |               |        |        |       |  |
|  | Corea del Sur         | 6                     |               |   |             |              |               |        |        |       |  |
|  | Suecia                | 3                     |               |   |             |              |               |        |        |       |  |
|  | Suecia                | 3                     |               |   |             |              |               | Canadá | 7      |       |  |
|  |                       |                       |               |   |             |              |               | Canadá | 7      |       |  |
|  |                       |                       | Suiza         | 5 |             |              |               |        |        |       |  |
|  |                       |                       | Suiza         | 5 |             |              |               |        |        |       |  |
|  |                       |                       |               |   |             |              |               |        |        |       |  |
|  |                       |                       |               |   |             |              |               |        |        |       |  |
|  |                       | Suiza                 | 6             |   |             | Tercer lugar | Tercer lugar  |        |        |       |  |
|  |                       |                       | 6             |   |             | Tercer lugar | Tercer lugar  |        |        |       |  |
|  |                       |                       | Italia        | 3 |             |              |               |        |        |       |  |
|  | Italia                | 7                     | Italia        | 3 |             |              | Corea del Sur | 6      |        |       |  |
|  | Italia                | 7                     |               |   |             |              | Corea del Sur | 6      |        |       |  |
|  | Dinamarca             | 4                     |               |   |             |              |               |        | Italia | 3     |  |
|  | Dinamarca             | 4                     |               |   |             |              |               |        | Italia | 3     |  |
|  |                       |                       |               |   |             |              |               |        |        |       |  |

## Medallistas
| Evento   | Oro                                                                              | Plata                                                                                        | Bronce                                                               |
| -------- | -------------------------------------------------------------------------------- | -------------------------------------------------------------------------------------------- | -------------------------------------------------------------------- |
| Femenino | Canadá · Rachel Homan · Tracy Fleury · Emma Miskew · Sarah Wilkes · Rachel Brown | Suiza · Silvana Tirinzoni · Alina Pätz · Selina Witschonke · Carole Howald · Stefanie Berset | Corea del Sur Gim Eun-Ji Kim Min-Ji Kim Su-Ji Seol Ye-Eun Seol Ye-Ji |